# 河分神社
河分神社（かわわけじんじゃ）とは、奈良県吉野郡黒滝村大字中戸にある神社である。

## 概要
黒滝村内の赤滝、中戸、寺戸、脇川、堂原、御吉野の6大字の産土神とされる神社。
黒滝川と川合川の合流地点である中戸字川戸に鎮座する。この場所は口吉野の下市から広橋峠を経由し小南峠から大峰山登山口の洞川へ至るかつての山上街道（山上参り道）沿いにあり、現在も県道洞川下市線と県道赤滝五條線が分かれる交通の要所であった。神社は丘陵の尾根の先端にあり境内には銀杏や杉の巨樹がある。明治7年（1874年）以前は神宮寺（別当寺）の南光寺をもち社僧別当1人と神職5人がいた。
この神社は春日大社の祭神を分神したものであるがその時期は明らかでない。古記録には河分大明神とあり「河分明神さん」と呼んで崇拝されていた。河分神社は古くから祈雨祈晴に霊験があるとされ、文禄4年（1595年）や延宝7年（1679年）の検地では「村中氏神河分大明神神宮山」と記し除地になっている。これは春日分神を祀る以前から河分の神としてこの宮山を崇拝していたことを物語る。この場所が黒滝川と川谷川の合流する地点であることから水分神の如き水に対する信仰をもっていた山であったようで、いつの頃かに春日分神を勧請し四社神社と呼ばれた時期もあるがその後に河分神社と改称していることからも明らかである。
南光寺本尊の阿弥陀如来坐像（黒滝村指定文化財）は廃寺となったあと神社そばに大日堂を建てて祀られている。像内墨書銘には天文5年（1536年）の年記と「大和州釜口住英尊」ら多くの人名が見える。釜口（長岳寺）は大峰山の修験者とかかわりがあることから、この本尊の由来も大峰山往来の途上で河分神社に参拝する修験者に求められる。なお南光寺本尊が大日如来であるとの伝承は近年まで根強かった。
社前の旧庄屋森家は樽丸の荷受問屋であった。庄屋の家は社前に隣接して建っていた旧・黒滝村役場庁舎（元・吉野材木黒滝郷同業組合事務所）と共に黒滝・森物語村に移築されている。

## 歴史
- 創建年代不明
- 11世紀頃 - 奈良春日大社から分神。
- 1536年 - 南光寺本尊造立。
- 1641年 - 木造狛犬の彩色。
- 1642年 - 石造灯籠寄進。
- 1710年 - 石造灯籠寄進。
- 1721年 - 社殿修繕。
- 1819年 - 社殿再建。
- 1823年 - 石造水船寄進。
- 1857年 - 石造灯籠寄進。
- 1858年 - 石造狛犬寄進。
- 1872年 - 四社神社と改称。
- 1873年 - 黒滝郷13ヶ村の郷社に指定。
- 1874年 - 南光寺を廃す。
- 1881年 - 社殿再建、石造灯籠寄進。
- 1896年 - 河分神社と改称。
- 1915年 - 石造灯籠寄進、釣灯籠寄進。
- 1920年 - 社殿修理。
- 1956年 - 中森宮司記念碑。

## 社殿
本殿は4殿、いずれも間口4尺奥行5尺の春日造である。社殿は大体61年目で造替するが、1995年現在の社殿は明治14年（1881年）9月造営で、大正9年（1920年）に修繕したものである。拝殿は間口4間奥行3間、明治14年（1881年）10月竣工。その後本殿と拝殿の間に屋根付の登廊が設けられた。境内右手に小さい流造朱塗の稲荷社があり宇迦之御魂神を祀る。